# Пам'ятки Городоцького району
У Городоцькому районі Хмельницької області згідно з даними управління культури, туризму і курортів Хмельницької облдержадміністрації перебуває 42 пам'ятки історії. З них 39 присвячені радянським воїнам часів Другої світової війни.
| № пп | Охорон. номер | Найменування | Місцезнаходження                      | Рік встановлення         | Автор                                                        |
| ---- | ------------- | --- | ------------------------------------- | ------------------------ | ------------------------------------------------------------ |
| 1    | 321           | Меморіальний комплекс: Братська могила радянських воїнів, Пам'ятний знак на честь воїнів-земляків               | м. Городок, вул. Грушевського, 59     | 1967, заміна 1989        | Львівська КСФ                                                |
| 2    | 1695          | Будинок, де містився штаб 7-го Сумського полку 46-ї дивізії 12-ї армії                                          | м. Городок, вул. Грушевського, 90     | почат. XX ст. 1967       | місцеві майстри                                              |
| 3    | 2111          | Пам'ятник трудової діяльності                                                                                   | м. Городок, вул. Шевченка, 20 «а»     | 1970                     | ВТЗ                                                          |
| 4    | 317           | Меморіальний комплекс: Братська могила радянських воїнів, Пам'ятний знак на честь воїнів-односельчан            | с. Бедриківці вул. Перемоги           | 1966                     | Львівська КСФ                                                |
| 5    | 338           | Пам'ятний знак на честь воїнів-односельчан                                                                      | с. Борщівка вул. Молодіжна            | 1967                     | місцеві майстри                                              |
| 6    | 339           | Пам'ятний знак на честь воїнів-односельчан                                                                      | с. Бубнівка вул. Центральна           | 1969                     | місцеві майстри                                              |
| 7    | 336           | Меморіальний комплекс: Могила радянського воїна С. П. Грача, Пам'ятний знак на честь воїнів-земляків            | с. Варівці вул. Перемоги, 1           | 1968                     | Львівська КСФ автор — А. К. Штен                             |
| 8    | 318           | Меморіальний комплекс: Братська могила радянських воїнів, Пам'ятний знак на честь воїнів-односельчан            | с. Велика Левада вул. Л.Українки      | 1968                     | Львівська КСФ скульптор — В. Л. Косовський                   |
| 9    | 340           | Меморіальний комплекс: Братська могила радянського воїна і партизана Пам'ятний знак на честь воїнів-односельчан | с. Велика Яромирка вул. Жовтнева      | 1967                     | Львівська КСФ                                                |
| 10   | 319           | Братська могила радянських воїнів                                                                               | с. Великий Карабчіїв вул. Шевченка    | 1957                     | Львівська КСФ                                                |
| 11   | 320           | Пам'ятний знак на честь воїнів-односельчан                                                                      | с. Веселець вул. Головна              | 1969                     | Львівська КСФ                                                |
| 12   | 1604          | Братська могила радянських воїнів                                                                               | с. Грицьків вул. І.Франка             | 1975                     | Львівська КСФ                                                |
| 13   | 337           | Могила міліціонера І. І. Комарського                                                                            | с. Грицьків вул. І.Франка             | 1948                     | місцеві майстри                                              |
| 14   | 322           | Пам'ятний знак на честь воїнів-односельчан                                                                      | с. Жищинці вул. Грушевського          | 1967                     | Львівська КСФ                                                |
| 15   | 341           | Пам'ятний знак на честь воїнів-односельчан                                                                      | с. Іванківці вул. В.Слободяна         | 1968 заміна 2008         | Львівська КСФ Тернопільські ХВМ архітектор М. І. Кульчицький |
| 16   | 324           | Братська могила радянських воїнів                                                                               | с. Клинове вул. Соборна               | 1958                     | Львівська КСФ                                                |
| 17   | 342           | Пам'ятний знак на честь воїнів-односельчан                                                                      | с. Клинове вул. Соборна               | 1965                     | автор В. П. Колісник                                         |
| 18   | 343           | Пам'ятний знак на честь воїнів-односельчан                                                                      | с. Кремінна вул. Перемоги             | 1969                     | Львівська КСФ                                                |
| 19   | 325           | Меморіальний комплекс: Братська могила воїнів Червоної Армії Пам'ятний знак на честь воїнів-односельчан         | с. Кузьмин вул. Шевченка              | 1968                     | місцеві майстри                                              |
| 20   | 326           | Меморіальний комплекс: Братська могила радянських воїнів, Пам'ятний знак на честь воїнів-односельчан            | с. Купин вул. Чорновола               | 1957                     | Львівська КСФ                                                |
| 21   | 2107          | Братська могила жертв фашизму                                                                                   | с. Купин східна околиця               | 1986                     | місцеві майстри                                              |
| 22   | 1697          | Пам'ятний знак на честь воїнів-односельчан                                                                      | с. Липівка вул. Центральна            | 1968                     | Львівська КСФ                                                |
| 23   | 327           | Меморіальний комплекс: Братська могила радянських воїнів, Пам'ятний знак на честь воїнів-односельчан            | с. Лісоводи вул. Перемоги             | 1968 реконструк-ція 1985 | Львівська КСФ                                                |
| 24   | 344           | Пам'ятний знак на честь воїнів-односельчан                                                                      | с. Лісогірка провул. Шкільний         | 1968                     | Львівська КСФ                                                |
| 25   | 345           | Пам'ятний знак на честь воїнів-односельчан                                                                      | с. Немиринці                          | 1968                     | Львівська КСФ автор А. К. Штен                               |
| 26   | 328           | Братська могила радянських воїнів                                                                               | с. Нове Поріччя вул. Центральна       | 1957                     | Львівська КСФ                                                |
| 27   | 346           | Пам'ятний знак на честь воїнів-односельчан                                                                      | с. Нове Поріччя вул. Центральна       | 1966                     | Хмельницькі ХВМ автор — Г. А. Бурик                          |
| 28   | 1635          | Пам'ятний знак на честь воїнів-односельчан                                                                      | с. Новосілка вул. Шевченка            | 1971                     | Львівська КСФ                                                |
| 29   | 347           | Пам'ятний знак на честь воїнів-односельчан                                                                      | с. Остапківці вул. Центральна         | 1968                     | Львівська КСФ                                                |
| 30   | 329           | Братська могила радянських воїнів,                                                                              | с. Підлісний Олексинець вул. Шкільна  | 1958                     | Львівська КСФ                                                |
| 31   | 330           | Братська могила радянських воїнів,                                                                              | с. Пільний Олексинець вул. Центральна | 1958                     | Львівська КСФ                                                |
| 32   | 348           | Пам'ятний знак на честь воїнів-односельчан                                                                      | с. Радковиця вул. Громова-Сельського  | 1967                     | місцеві майстри                                              |
| 33   | 331           | Братська могила радянських воїнів,                                                                              | смт Сатанів вул. Б. Хмельницького,52  | 1947 реконструк ція 2008 | Львівська КСФ                                                |
| 34   | 2200 121-Н    | Пам'ятний знак на честь жертв війни                                                                             | смт Сатанів вул. Лікарняна, 18        | 1651                     | місцеві майстри                                              |
| 35   | 349           | Пам'ятний знак на честь воїнів-земляків                                                                         | смт Сатанів вул. Б. Хмельницького, 41 | 1967                     | місцеві майстри                                              |
| 36   | 316           | Братська могила воїнів Червоної армії                                                                           | с. Сатанівка вул. Л.Українки          | 1934                     | місцеві майстри                                              |
| 37   | 332           | Меморіальний комплекс: Братська могила радянських воїнів, Пам'ятний знак на честь воїнів-односельчан            | с. Скипче вул. Грушевського, 152      | 1968                     | Львівська КСФ                                                |
| 38   | 333           | Меморіальний комплекс: Братська могила радянських воїнів, Пам'ятний знак на честь воїнів-односельчан            | с. Стара Пісочна вул. Шкільна, 8      | 1967                     | Київське ХВО «Художник»                                      |
| 39   | 334           | Братська могила радянських воїнів                                                                               | с. Тростянець вул. Чорновола          | 1956                     | Львівська КСФ                                                |
| 40   | 351           | Пам'ятний знак на честь воїнів-односельчан                                                                      | с. Турчинці вул. Чорновола            | 1967                     | місцеві майстри автор В. Я. Косовський                       |
| 41   | 352           | Пам'ятний знак на честь воїнів-односельчан                                                                      | с. Хоптинці вул. Шевченка             | 1969                     | Львівська КСФ                                                |
| 42   | 335           | Меморіальний комплекс: Братська могила радянських воїнів, Пам'ятний знак на честь воїнів-односельчан            | с. Чорниводи вул. Центральна, 38      | 1960                     | Львівська КСФ                                                |
|      |               | |                                       |                          |                                                              |